# Dongxiang (volk)
De Dongxiang  is in de Chinese overheidsadministratie een van de tien etnische groepen moslims in China. Die tien groepen maken weer deel uit van het totaal van zesenvijftig  officiële etnische groepen van de Volksrepubliek China. De Dongxiang wonen voornamelijk in de provincie Gansu, rond de Autonome Hui prefectuur Linxia. Daarnaast wonen ze ook in delen van Ningxia, Qinghai en Sinkiang.

## Historie
De oorsprong van de Dongxiang is niet geheel bekend. Wel zijn ze nauw verwant aan de Mongolen. In de 13e eeuw werden ze bekeerd tot de islam door contacten uit Centraal Azië. De twee belangrijkste theorieën over het ontstaan van de Dongxiang zijn:
- Het volk is ontstaan uit manschappen van Genghis Khan, die in de 12e eeuw gestationeerd waren in de buurt van Hezuo, in de huidige provincie Gansu.
- Het volk is ontstaan door de vermenging van verschillende volkeren, waaronder de Mongolen, Han-Chinezen en Tibetanen.

Achang · Akha · Bai · Baima · Blang (Bulong) · Bonan · Buyi · Dai · Daur · De'ang · Dong · Dongxiang · Drung · Evenken · Gaoshan (Taiwanese aboriginals) · Gelao · Gin (Vietnamezen) · Han · Hani · Hlai (Li) · Hui · Jingpo · Jino · Kazachen · Kirgiezen · Koreanen · Lahu · Lhoba · Lisu · Mantsjoes · Maonan · Miao (Hmong) · Mongolen · Monpa (Menba) · Mulam (Mulao) · Nanai (Hezhe) · Naxi · Nu · Oeigoeren · Oezbeken · Oroqen · Pumi · Qiang · Russen · Salar · She · Sui · Tadzjieken · Tataren · Tibetanen (Zang) · Tu · Tujia · Wa (Va) · Yao · Yi · Yugur · Xibe · Zhuang